# Class and No Class
Class and No Class er en britisk stumfilm fra 1921 af W. P. Kellino.

## Medvirkende
- Judd Green som Jeremy Russell
- Pauline Johnson som Nancy
- David Hawthorne som Dick Foster
- Marie Ault som Liza Ann
- Tom Coventry som Sam West
- Cecil del Gue som John Gatfield JP
- Cyril Smith som Lord Daventry